# إتيان باسكال
إتيان باسكال (بالفرنسية: Étienne Pascal) (2 مايو 1588 - 24 سبتمبر 1651) كان والد العالم الفرنسي بليز باسكال.